# روبرت ميتشيل (سياسي كندي)
روبرت ميتشيل هو سياسي كندي، ولد في 1953 في كندا. حزبياً، نشط في الحزب الليبرالي في جزيرة الأمير إدوارد ‏. وقد انتخب عضو الجمعية التشريعية لجزيرة الأمير إدوارد ‏ عن دائرة Charlottetown-Sherwood ‏ خلال فترته النيابية ‏ وانتخب عضو الجمعية التشريعية لجزيرة الأمير إدوارد ‏ عن دائرة Charlottetown-Sherwood ‏ (12 يونيو 2007 – ).